# Installation (art)
Pour les articles homonymes, voir Installation.

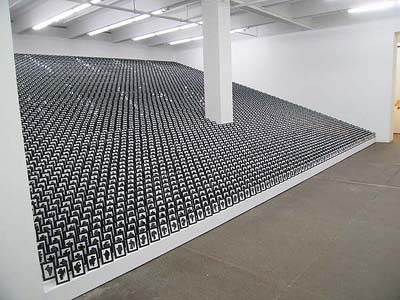
The Shapes Project de Allan McCollum, composée de 7056 formes uniques imprimées et encadrées, installées dans la galerie Petzel à New-York en 2006.

Une installation artistique est une œuvre d'art visuel ou sonore en trois dimensions, souvent créée pour un lieu spécifique (in situ) et conçue pour modifier la perception de l'espace. Le terme « installation » apparu dans les années 1970 s'applique généralement à des œuvres créées pour des espaces intérieurs (galerie, musée) ; les œuvres en extérieur sont plus souvent désignées comme art public, land art ou intervention artistique.

## Des frontières nécessairement floues
L'installation s'exprime le plus souvent dans un cadre tridimensionnel : l'artiste inclut l’environnement, ou d'autres facteurs, qui permettent de distinguer son œuvre du simple accrochage. Le travail est mis en situation et fait appel au hors-champ, à une dimension non immédiatement visible par la personne qui regarde : le simple fait d'inclure celle-ci en tant que « spectateur » convoque les notions de participation, d'immersion et de théâtralité. 
L'espace de l'installation peut être fermé (par exemple limité à une salle d'attente, une cuisine, etc.) ou ouvert (par exemple un pont, un champ de blé, une place, une rue, une ville, etc.) : ainsi, le Land art tend aujourd'hui à être redéfini à l'aune du concept d'installation.
Enfin, une installation peut être soit :
- mobile (ou remontable) ;
- permanente (ou fixe) ;
- éphémère (ou temporaire) ;
- l'installation peut être le plus souvent assimilée à une sculpture mais on ne saurait l'y réduire. On parle d'hybridation et de mutations[1] ;
- elle permet également d'éclater la notion de volume : l'installation peut s'entendre d'un objet de taille réduite à un très grand espace (voir par exemple Monumenta) ;
- la spécificité : certaines installations sont conçues pour (et en fonction d') un lieu d'exposition particulier ;
- l'interaction : dans certains cas, le public est amené à interagir avec l'installation voire l'artiste lui-même. La distance entre le public et l’œuvre est plus ou moins abolie ; dans certains cas, il y a participation, le public pénètre dans le périmètre propre à l’œuvre, engendrant de nouveaux types de relations entre la création, le créateur et le regardeur ;
- la scénographie : certaines œuvres invitent à un parcours, un cheminement et proposent différentes étapes ou séquences sensorielles.

## Historique

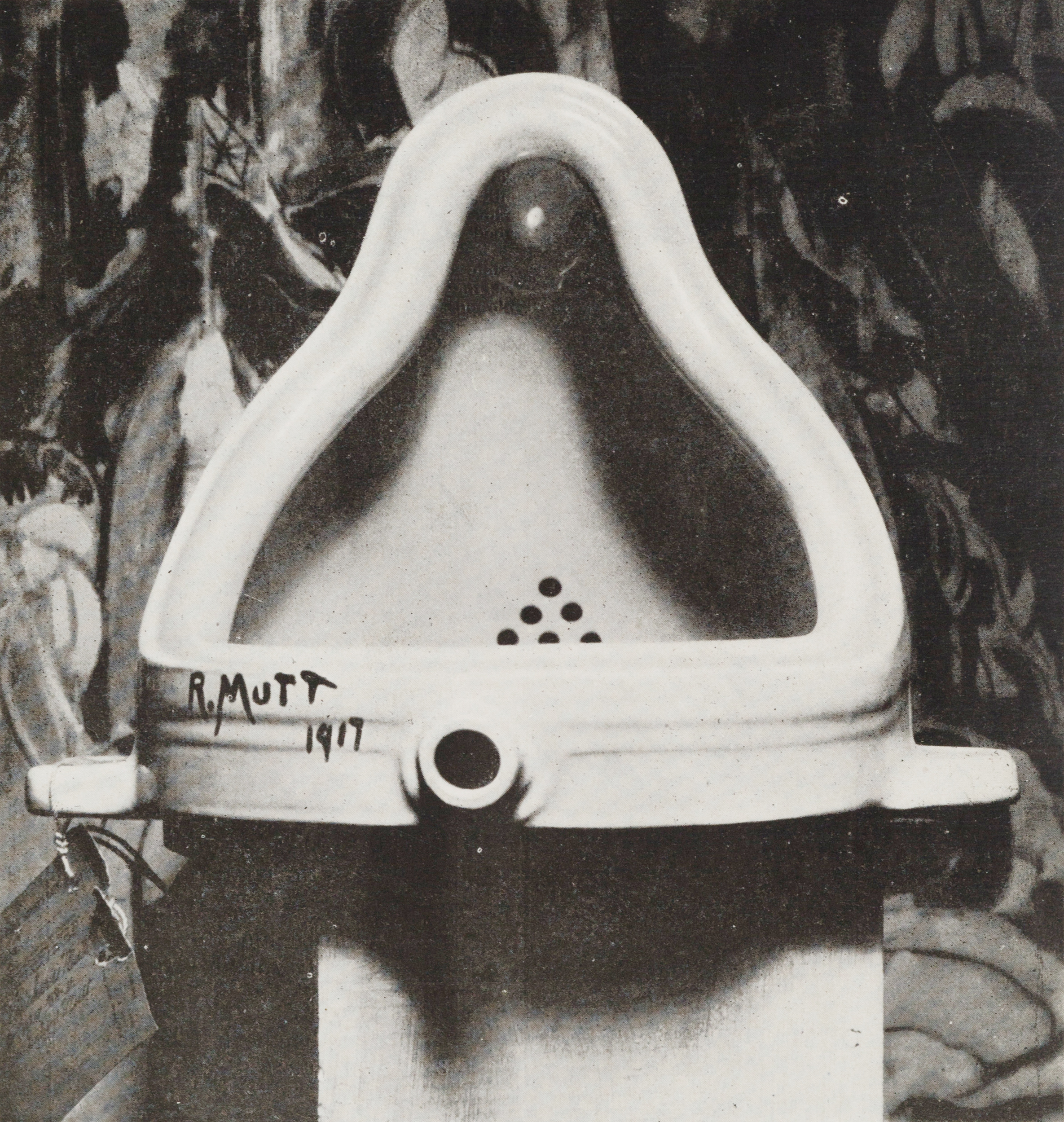
Alfred Stieglitz, photographie de la Fontaine, un ready-made de Marcel Duchamp, 1917.

Le terme d'« installation » est relativement récent dans son usage et dans sa définition en tant que concept artistique.
L'artiste Allan Kaprow parle, dès 1958, d'« environnement » pour qualifier ses productions (Kaprow 6) qui consiste en l’aménagement d'une salle nécessitant l'intervention ou la mise en situation du spectateur et du lieu en une sorte de happening, qualifiée plus tard de « performance ». Cette même année, l'artiste français Yves Klein invita le public à visiter l'espace de la galerie Iris Clert à Paris pour présenter sa dernière œuvre, « l'Exposition du vide » : sol, plafond et murs peints en blancs, le tout éclairé par une lumière bleutée. Les dimensions ludiques, participatives, mobiles sont déjà présentes dans ces œuvres avantgardistes.  
Rétrospectivement, les artistes contemporains eux-mêmes s'inscrivent à leur tour dans une généalogie, qui, au détour des années 1920, vit apparaître certains artistes (seul ou en groupe) capables d'organiser, de présenter, de mettre en scène leurs productions de façon non conformiste, et que les théoriciens de l'art situent dans le prolongement de courants tels le dadaïsme et le surréalisme : par exemple, Marcel Duchamp qui scénographie l'Exposition internationale du surréalisme à la Galerie des Beaux-Arts à Paris (1938) ou le Merzbau de Kurt Schwitters, deux artistes qui, cependant, travaillèrent dans le secret de leurs ateliers.
C'est ainsi qu'en 1969 le public découvre Étant donnés, l'ultime œuvre de Duchamp, commencée en 1946 et achevée en 1968 : l'artiste la qualifiait lui-même d'« approximation démontable », et elle est accompagnée d'un cahier des charges, ce qui la rend, en théorie, « remontable ».
La première installation « éphémère », conçue donc pour être détruite après une brève exposition, a été réalisée en 1956 à Barcelone par le poète catalan Joan Brossa. Au Japon, le groupe Gutai s'exprimait à travers des performances néodadaïstes et des formes d'installations. 
En 1958 Wolf Vostell réalise une installation La Chambre noire (Das schwarze Zimmer) et expose en 1963 à la Galerie Smolin de New York une installation appelée 6 TV Dé-coll/age,.
En fonction de leurs modes et du dispositif, les installations mettent en scène, dans un arrangement qui a sa propre dynamique, des médias traditionnels comme la peinture, la sculpture, la photographie, mais le plus souvent des médias plus récents comme les projections (film, vidéo), le son, l'éclairage. Un artiste comme Nam June Paik fut le premier à utiliser une technique mixte, associant téléviseur, vidéo, sons et lumières en Exposition of Music - Electronic Television à la Galerie Parnass à Wuppertal en 1963. 
Des artistes du groupe Fluxus et lettristes s'exprimèrent eux aussi à travers des installations temporaires, plus ou moins provocatrices.	
Au début des années 1980, des installations visuelles et sonores interactives apparaissent et utilisent des moyens analogiques et numériques, comme celles de Jean-Robert Sédano et Solveig de Ory. À partir des années 1990 les installations se servent des outils informatiques soit pour en piloter les effets soit pour en constituer le medium principal, avec des artistes comme Perry Hoberman, David Rokeby ou numériques et immersives avec par exemple Jeffrey Shaw ou Maurice Benayoun.

## Images

Rachel Whiteread, Embankment, 2005
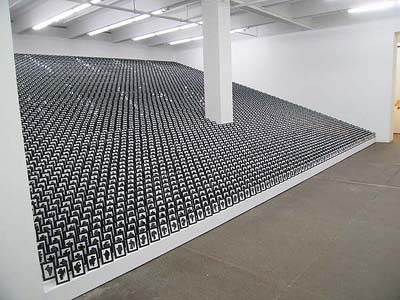
Allan McCollum, The Shapes Project, 2005-2006
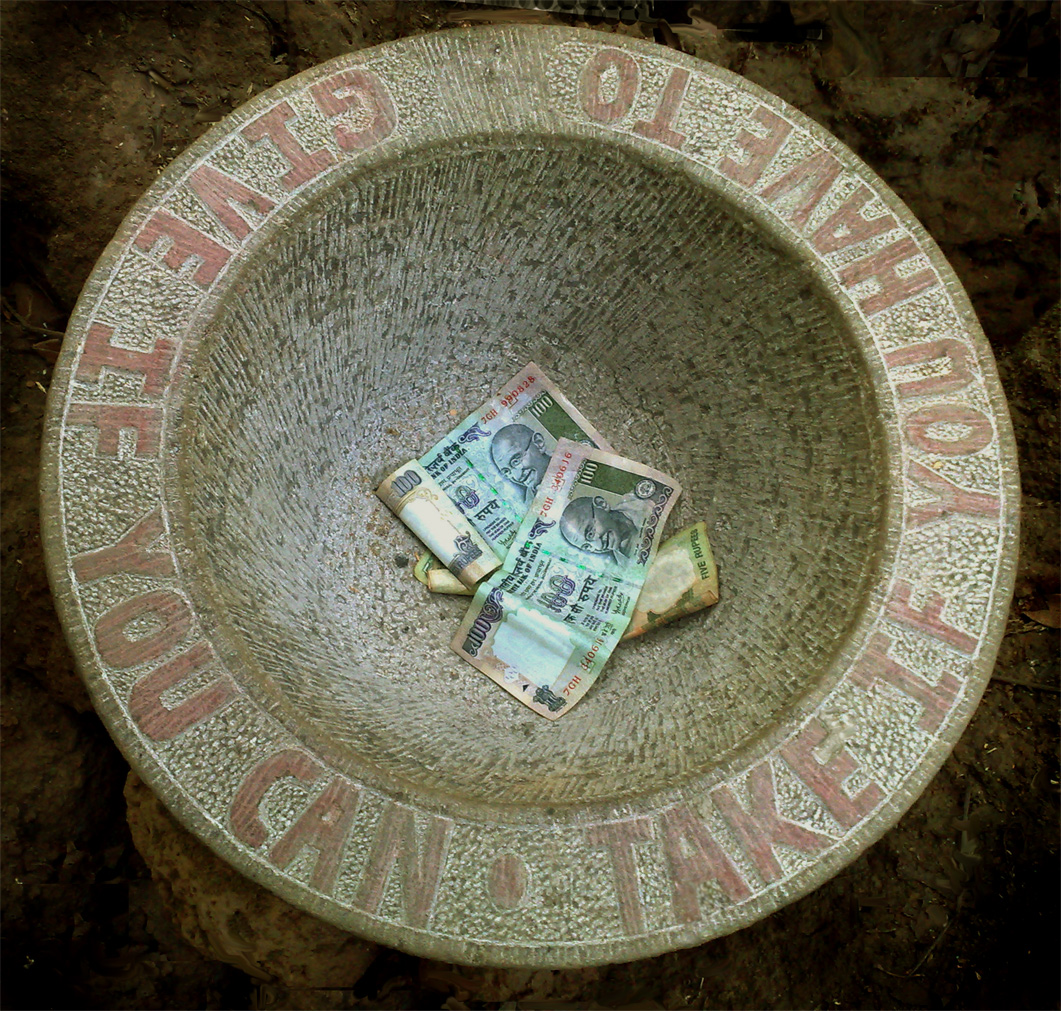
Jacek Tylicki, Give if you can - Take if you have to, Inde
Maurice Benayoun, NeORIZON, installation interactive urbaine, Shanghai, 2008
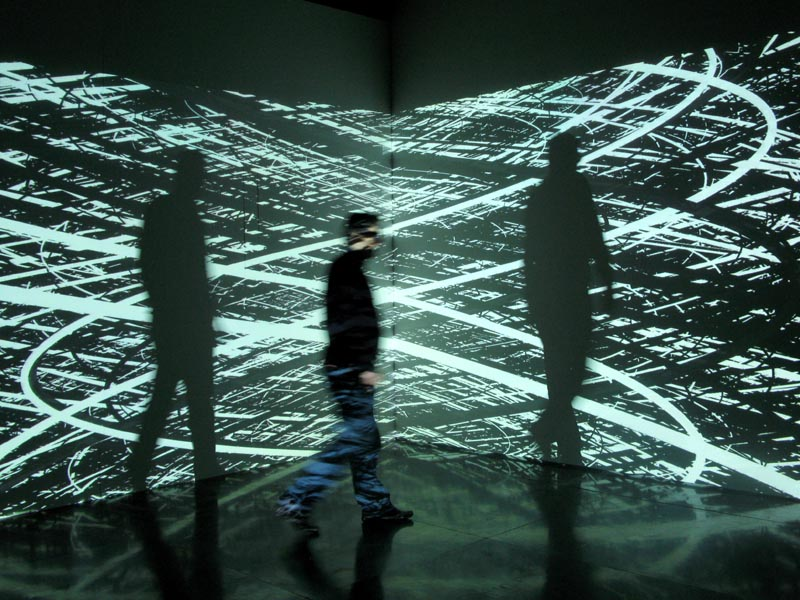
Pascal Dombis, Irrationnal Geometrics, 2008
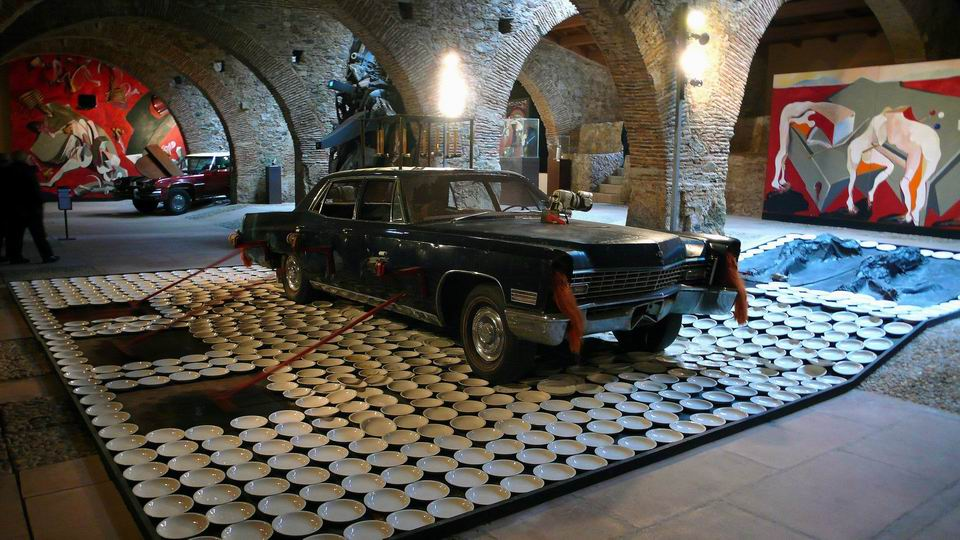
Wolf Vostell, Auto-Fièvre, 1973, Musée Vostell-Malpartida.
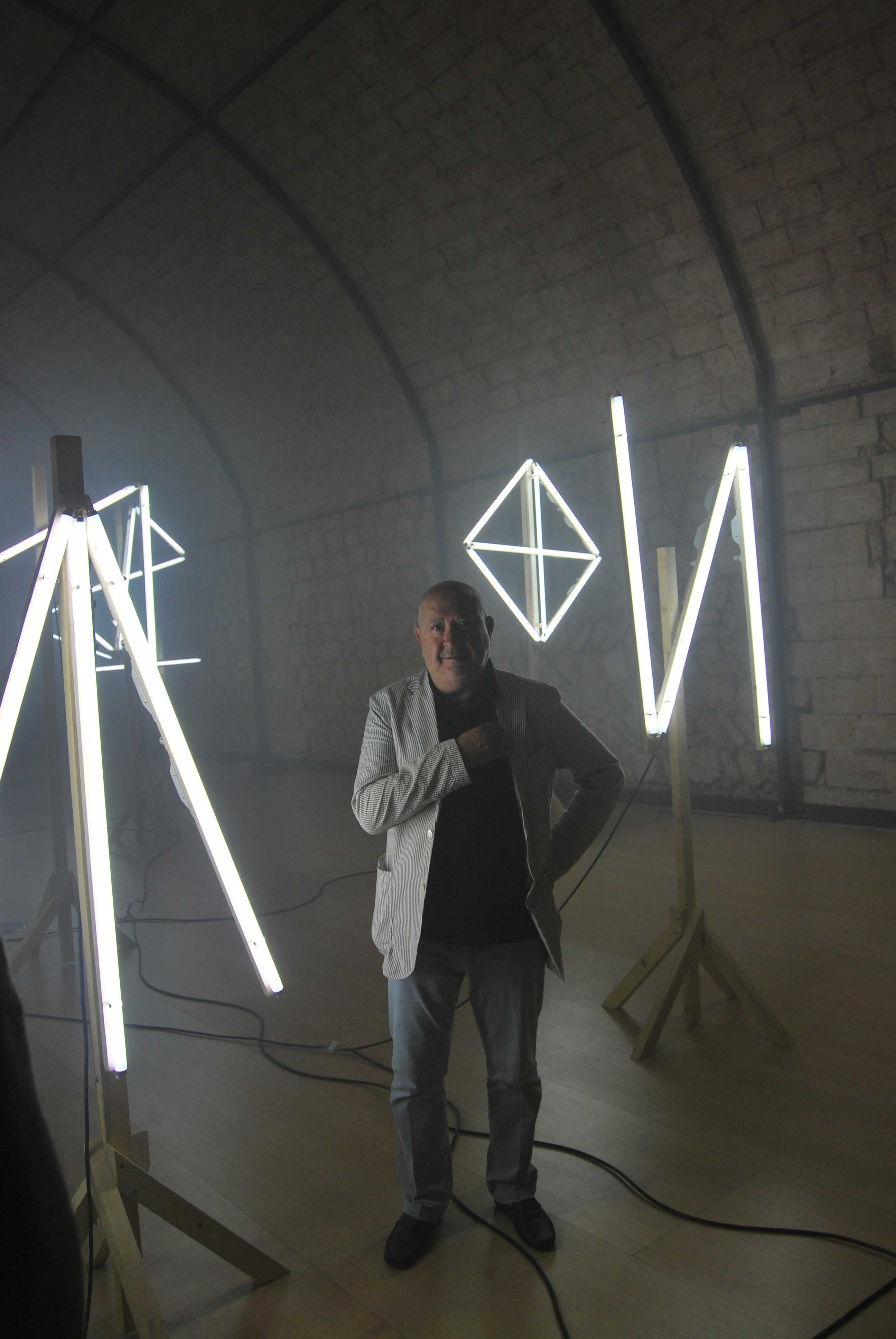
Christian Boltanski, Signatures, 2011.
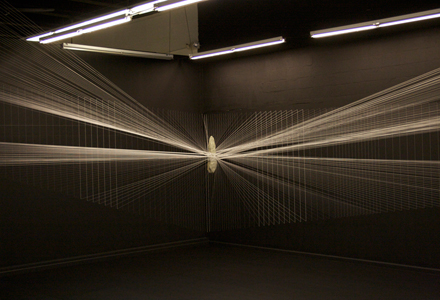
Milton Becerra, Ale'ya, Durban Segnini Gallery, Miami, 2009
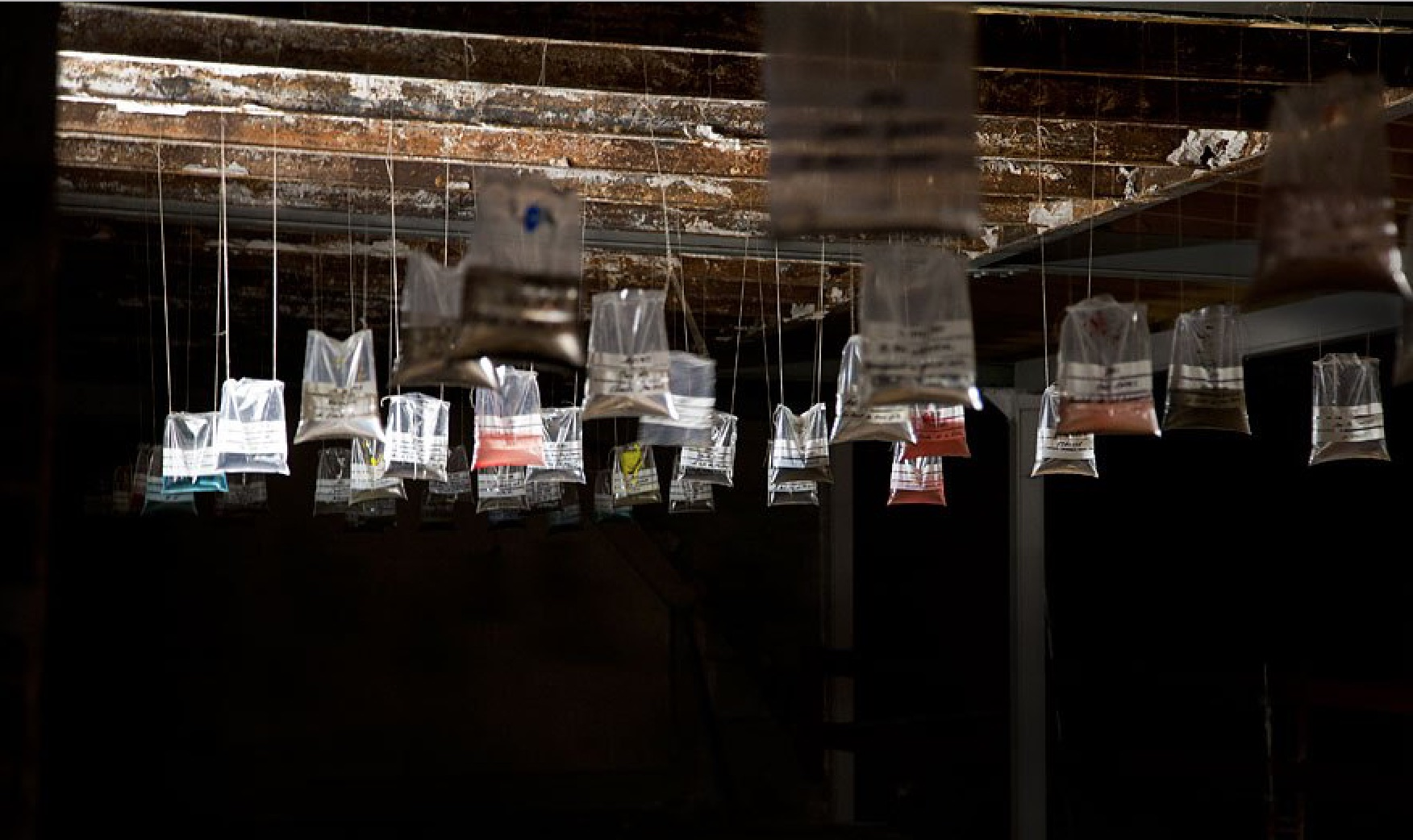
Louise Tilleke, EauMento, 2017

## Artistes notables
Artistes célèbres utilisant l'installation comme principal médium d'expression en fonction des époques :
Depuis les années 1950-1960 :
- Gianfranco Baruchello
- Daniel Buren
- Joan Brossa
- Christo et Jeanne-Claude
- Marcel Duchamp
- Maurice Demers
- Robert Filliou
- Dan Flavin
- Allan Kaprow
- Richard Long
- Yoko Ono
- Dennis Oppenheim
- Nam June Paik
- Wim T. Schippers
- Robert Smithson
- Wolf Vostell

Depuis les années 1970 :
- Chris Burden
- Christian Boltanski
- Louise Bourgeois
- John Connell
- Ilya Kabakov
- Mario Merz
- Annette Messager
- Giuseppe Penone
- Gian Carlo Riccardi
- Dmitri Aleksandrovitch Prigov
- Jacek Tylicki
- Bill Viola

Depuis les années 1980 :
- Maurice Benayoun
- Guy Bleus
- Norman Dilworth
- Gary Hill
- Emilia Kabakov
- Anish Kapoor
- Tadashi Kawamata
- Barbara Kruger
- Ange Leccia
- Claude Lévêque
- Raoul Marek
- Charles Matton
- Jean-Robert Sedano et Solveig de Ory

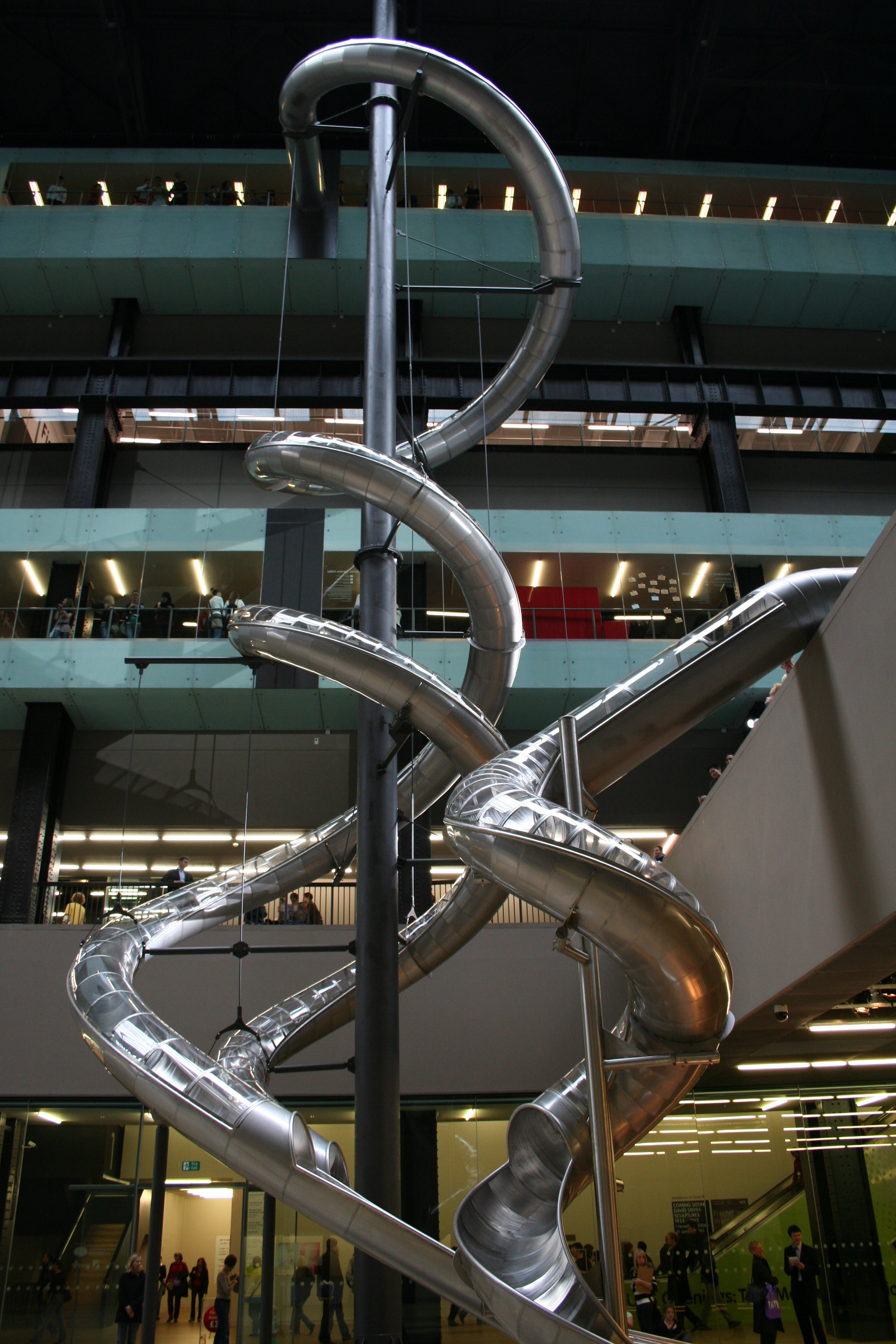
Carsten Höller, Test Site, 2006

- Nils-Udo
- Krzysztof Wodiczko
- Chen Zhen

Depuis les années 1990 :
- Angie Anakis
- Bibi
- Claude Closky
- Sonam Dolma Brauen
- Lee Bul
- Wim Delvoye
- Olafur Eliasson
- Andy Goldsworthy
- Dominique Gonzalez-Foerster
- Shigeko Hirakawa
- Carsten Höller
- Pierre Huyghe
- Ruediger John
- Armand Langlois
- Konrad Loder
- Joëlle Morosoli
- Frank Morzuch
- Cornelia Parker
- Philippe Parreno
- Pierrick Sorin
- Spencer Tunick

Depuis les années 2000 :
- Dominique De Beir
- Sophie Boursat
- Louise Tilleke